# 维博瓦伦蒂亚
维博瓦伦蒂亚（義大利語：Vibo Valentia），是意大利维博瓦伦蒂亚省的一个市镇。总面积46.34平方公里，人口33813人，人口密度729.7人/平方公里（2009年）。